# 대한민국 형사소송법 제246조
대한민국 형사소송법 제246조는 국가소추주의에 대한 형사소송법의 조문이다.

## 조문
제246조(국가소추주의) 공소는 검사가 제기하여 수행한다.

## 해설

### 검사와 사법경찰관리의 지휘감독관계의 구체적 내용
1. 교체임명요구, 수사•중지명령권(검찰청법 제54조)
2. 검사의 체포•구속장소감찰권(제198조의2)
3. 영장신청의 검사경유제도(제200조의2，제201조, 215조)
4. 긴급체포시 검사의 사후승인제도(제200조의3 제2항)
5. 압수물의 처분에 대한 지휘권((제219조 단서) 등

### 사법경찰관에게는 인정되지 않고 검사에게만 인정되는 권한
1. 수사종결권
2. 증거보전청구권(제184조)
3. 증인신문청구권(제221조의2)
4. 변사자검시권한(제222조)
5. 감정유치청구권(제221조의3)
6. 영장청구권(제200조의2, 제201조, 제215조) 등

## 참고 문헌
- 손동권 신이철, 새로운 형사소송법(초판, 2013), 세창, 2013. ISBN 9788984114081

## 같이 보기
- 기소독점주의